# Sal Nistico
Salvatore Nistico (Syracuse, 2 april 1938 – Bern, 3 maart 1991) was een saxofonist in de moderne jazz. Hij speelde veel in de bigbands van Woody Herman.

## Levensloop
Nistico, een autodidact, begon op de altsaxofoon, maar stapte in 1956 over op de tenorsaxofoon. Ook speelde hij enige tijd baritonsaxofoon. Hij was actief in orgel-trio's en rhythm-and-blues-groepjes. In de periode 1959-1960 speelde hij bij de Jazz Brothers, een groep met de gebroeders Chuck en Gap Mangione. Van 1962 tot 1965 was hij lid van Woody Herman's succesvolle "Swingin' Herd", waar hij opviel door zijn impulsieve soli. In 1965 en 1967 werkte hij in de bigband van Count Basie, maar hij keerde regelmatig terug bij Herman: in 1968-1970, 1971 en 1981-1982. Hij werkte als freelancer en nam verschillende albums op, waarop hij bop speelde.
Sal Nistico is te horen op albums van onder meer Pony Poindexter, Terry Gibbs, Bill Henderson, Tito Puente, Buddy Rich, Lionel Hampton, Buck Clayton, Francy Boland, Curtis Fuller, Helen Merrill, Sarah Vaughan, Chet Baker en Mel Tormé.
Nistico was verslaafd aan drugs.

## Discografie
Als leider
- Heavyweights, Jazzland, 1961 (met Nat Adderley, Barry Harris, Sam Jones, Walter Perkins, Sal Amico, Bob Cranshaw en Vinnie Ruggiero)
- Comin' On Up, Riverside Records, 1962 (met Harris, Amico, Cranshaw en Ruggiero)
- Jazz A Confronto 16, Horo Records, 1975 (met Alessio Ursi, Alfonso Vieira, Irio De Paula en Enrico Pieranunzi)
- Just For Fun. EGO Records, 1976 (met Günter Lenz, Joe Nay en Joe Haider)
- Neo/Nistico, Bee Hive Records, 1978 (met Nick Brignola, Sam Jones, Roy Haynes, Ronnie Mathews en Ted Curson)
- East of Isar, Ego Records, 1978
- Live in London, STEAM, 1985 (Sal Nistico/Stan Tracey-Quintet
- Empty Room, Red Records, 1988 (met Marco Fratini, Roberto Gatto en Rita Marcotulli ('Albumpick' Allmusic.com)
- Live, Culture Press, 1995 (met Peter Barshay en Mark Levine)
- Jazz Friends, Amiata/Azzurra Music, 2001 (Sal Nistico en Tullio De Piscopo)

Als begeleider (selectie)
- Porter-Praskin-Quartet: Sonnet For Sal, Enja Records, 1994
- B.P.Convention: Bag's Groove-Live at Studio 'M', Croatia Records, 2008 (opnames 1977)

## Noot
1. ↑  Volgens de Neww Grove Dictionary of Jazz is hij geboren op 12 april 1940

- Biblioteca Nacional de España: XX5404646
- Bibliothèque nationale de France: cb14000615d (data)
- Gemeinsame Normdatei: 134881532
- International Standard Name Identifier: 0000 0000 5516 2374
- Library of Congress Control Number: n85009607
- MusicBrainz: cca46abc-4dd4-4507-9d39-579662ab15b3
- Nationale Bibliotheek van Israël: 987007435103505171
- SNAC: w6xv0ff1
- Virtual International Authority File: 17418502
- WorldCat: E39PBJcrggckhQTpwVjxTyHwG3